# Yassir Vázquez
Seth Yassir Vázquez Hernández (Tuxtla Gutiérrez, Chiapas, 6 de febrero de 1978) es un político, coordinador de campaña y licenciado en Administración de Empresas mexicano. Se desempeñó como Secretario de Desarrollo Social entre junio de 2008 y marzo de 2010 durante la administración del Gobernador Juan Sabines Guerrero. Acto seguido, fue elegido Presidente Municipal de Tuxtla Gutiérrez, cargo que desempeñó desde el 1 de enero de 2011 hasta el 21 de agosto de 2012, cuando fue sucedido por Felipe de Jesús Granda Pastrana.

## Primeros años y estudios
Vásquez nació en Tuxtla Gutiérrez, capital y núcleo urbano más grande del estado de Chiapas, México, hijo de Juan José Vásquez Vásquez y María Guadalupe Hernández Martínez, docentes de profesión. Luego de cursar toda su educación básica y media en Tuxtla Gutiérrez, Chiapas, se mudó a la ciudad de Monterrey, donde cursó una Licenciatura en Administración de Empresas en el Instituto Tecnológico de Estudios Superiores de Monterrey.

## Carrera política

### Inicios
Durante la administración de Juan Sabines Guerrero como presidente municipal de Tuxtla Gutiérrez, Chiapas (2004-2006), Vásquez ocupó los cargos de secretario privado y secretario particular del presidente municipal, así como el de secretario técnico del Ayuntamiento. Más tarde fue nombrado director de Atención Ciudadana del Ayuntamiento de Tuxtla Gutiérrez.
Dentro de la administración del Gobernador Juan Sabines Guerrero (2006-2012), ofició como Coordinador de Atención Ciudadana y Documentación del Gobierno de Chiapas. Más tarde obtuvo el puesto de Subsecretario de Relaciones Públicas en la Secretaría del Gobierno de Chiapas. Finalmente, en junio de 2008, fue nombrado Secretario de Desarrollo Social del Estado de Chiapas.

### Presidencia municipal de Tuxtla Gutiérrez
En marzo de 2010 se separó de su cargo como Secretario de Desarrollo Social para buscar la Presidencia Municipal de Tuxtla Gutiérrez, Chiapas, abanderando la Coalición "Unidad por Chiapas", conformada por el PRD, PAN, Nueva Alianza y Convergencia. Ese año fue elegido presidente municipal de Tuxtla Gutiérrez, sucediendo en el cargo a Flor de María Coello Trejo. Durante su administración, adelantó obras de modernización urbanística en la ciudad en el marco del proyecto denominado ¡Que viva el centro!
El 4 de agosto de 2011, acompañado del gobernador Sabines Guerrero, Vázquez dio inicio a los trabajos del proyecto integral de reconstrucción y mejoramiento de la imagen urbana de la ciudad de Tuxtla Gutiérrez y de la remodelación de su Plaza Cívica. Entre agosto de 2011 y comienzos de 2012 se realizaron cambios especialmente en el centro de la ciudad, como la construcción de vialidades y banquetas, la disposición de cableado subterráneo y la siembra de árboles nativos. En febrero de 2012, Vásquez inauguró una nueva remodelación del parque del atrio de la Catedral de San Marcos, convirtiéndolo en el Parque de San Marcos, y acto seguido inició la rehabilitación del Parque Juárez en el marco del proyecto ¡Que viva el centro! Durante la administración de Vázquez, Tuxtla Gutiérrez obtuvo la certificación como la Primera Comunidad Segura de México, otorgada por el Instituto Karolinska de Suecia.

### Carrera posterior y actualidad
Al finalizar su mandato, fue sucedido por Felipe de Jesús Granda Pastrana del PAN. Acto seguido participó en las encuestas internas para ser candidato a la gubernatura de Chiapas, impulsado por el gobernador Sabines. Sin embargo, con la designación de María Elena Orantes como su abanderada del PRD, Vázquez aceptó el puesto de Presidente del Partido Verde Ecologista de México (PVEM) en el estado de Chiapas, en acto celebrado en la arena metropolitana de Tuxtla el 15 de abril de 2012.
Tras desempeñarse durante algunos años en la iniciativa privada, en 2018 se anunció que Vázquez coordinaría la campaña de Miriam Roldán, del partido Movimiento de Regeneración Nacional, a la diputación por el Distrito electoral federal 10 de la Ciudad de México. En 2019 fue nombrado Coordinador de Campaña de Luis Miguel Barbosa Huerta a la gubernatura de Puebla, conformando un equipo de 23 integrantes en once carteras diferentes.
En agosto de 2019 fue nombrado Subsecretario de Transporte del Estado de Puebla.